# Seydelia intermedia
Seydelia intermedia là một loài bướm đêm thuộc phân họ Arctiinae, họ Erebidae.